# Шабля Івана Мазепи

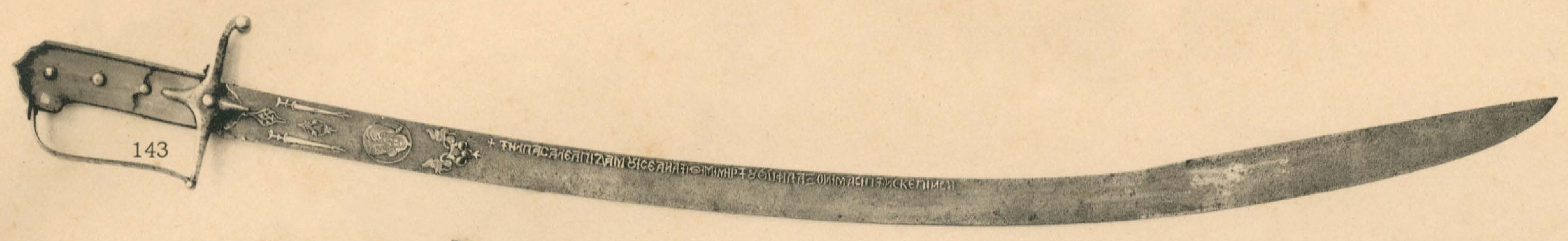
Фототипія шаблі Івана Мазепи з каталогу українських старожитностей В. В. Тарновського, 1898 рік

Ша́бля Іва́на Мазе́пи — зразок українського зброярства кінця XVII століття, пам'ятка історії та культури, виготовлена в Стамбулі, ремісничому центрі Османської імперії. Ця шабля, інкрустована високопробним золотом, сріблом і дорогоцінними каменями, є витвором мистецтва зі складною орнаментикою та християнським сюжетом. Вона є символом дипломатичної та військової майстерності Мазепи.
За легендою, Гетьман Війська Запорозького Іван Мазепа подарував її своєму соратнику, осавулу Савичу. Пізніше шаблю викупив колекціонер Василь Тарновський, а з 1925 року вона стала частиною колекції Чернігівського обласного історичного музею ім. Тарновського. Шаблю досліджували провідні зброєзнавці, зокрема Денис Тоїчкін, а також відомі мистецтвознавці. У сучасній культурі шабля здобула нову популярність, зокрема після її демонстрації Олександром Усиком під час бою з Тайсоном Ф'юрі у 2024 році.

## Опис

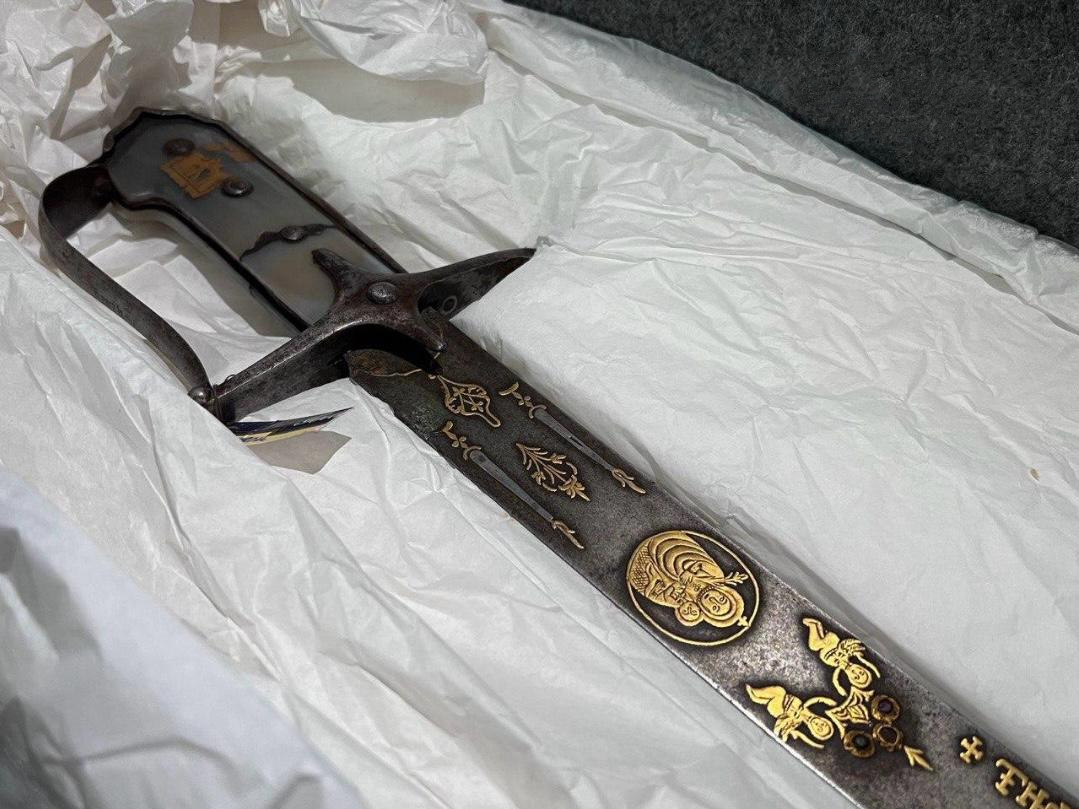
Декор шаблі

Шабля (карабеля) виготовлена в Стамбулі, ремісничому центрі Османської імперії, групою ремісників-християн наприкінці XVII століття. Вага становить 920 грамів, а довжина (включаючи руків'я) — 96 см. Інкрустована високопробним золотом, сріблом і дорогоцінними каменями. Камені червоного кольору, діаметром 3 мм, мають твердість близько 8 за Моосом і теплопровідність, характерну для шпінелей або топазів. Червона шпінель у XVIII столітті часто сприймалася як різновид рубіна, який використовували для оздоблення зброї в Центральній і Східній Європі.
Декор представлений рослинно-геометричною орнаментикою та сюжетами християнської іконографії. Біля руків'я клинка розміщено таушований картуш у вигляді сегментованої арки, що завершується пальметою з медальйоном. Далі йдуть дві запалені срібні свічки у золотих свічниках, між якими зображено кущ шипшини. Центральним елементом композиції є Богородиця з дитям і квіткою, розміщена в округлому картуші, над яким два янголи увінчують Богородицю короною. Даний іконографічний тип відомий під назвою «Нев'янучий цвіт», що символізує дівоцтво та непорочність. Зображення фігур виконані золотом, а деталі, такі як обличчя, одяг тощо, опрацьовані тонким гравіюванням, що прорізує шар позолоти до сталі.

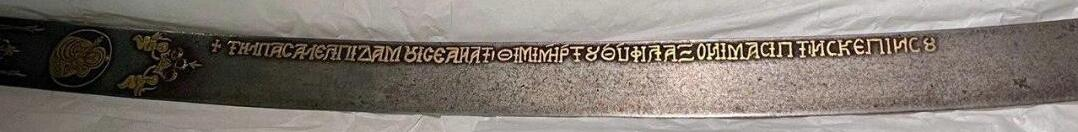
Молитва давньогрецькою мовою

Клинок — з дамаської сталі, значно викривлений, без рікасо та долів, з клиноподібним перерізом. Велика єлмань має зустрічну заточку, а бойовий кінець є дволезовим, із вістрям на лінії обуха. Зовнішній бік штаби прикрашений складною художньою композицією, а вздовж обуха нанесено таушований напис давньогрецькою мовою: 
| «Всю надію свою на тебе покладаю, Мати Божа, захисти мене під покровою своєю!» Оригінальний текст (д.-гр.) THN ΠΑƩAN EɅΠIΔA MOƳ IƩ(Ʃ)E ANATIƟIMI MH(ΤЕ)P TOƳ Ɵ(EO)Ƴ ΦIɅAΞON IMAƩ ΙП(О) TIN ƩKEΠIN ƩOƳ |
Ефес — закритого типу. Руків'я має щічки, виготовлені з сірої яшми, які кріпляться до хвостовика трьома сталевими нютами. Верхів'я виконано у класичній для карабелі формі. Гарда була виготовлена значно пізніше, за різними версіями — або у XVIII столітті, або в XIX–XX століттях. Ймовірно, це сталося під час ремонту або з метою збереження пошкоджених яшмових щічок. Вона складається із захисної дужки, що плавно переходить у хрестовину з двома парами шипів, які утворюють монолітну конструкцію.

## Історія

### Походження
Цей зразок зброї, за легендою, належав представнику козацької старшини, наближеної до гетьмана Івана Мазепи. Вважається, що Мазепа подарував осавулу Савичу комплект зброї, до якого входили рушниця, пара пістолів і шабля. Саме шаблю пізніше викупив колекціонер української старовини Василь Тарновський в одного з нащадків осавула.

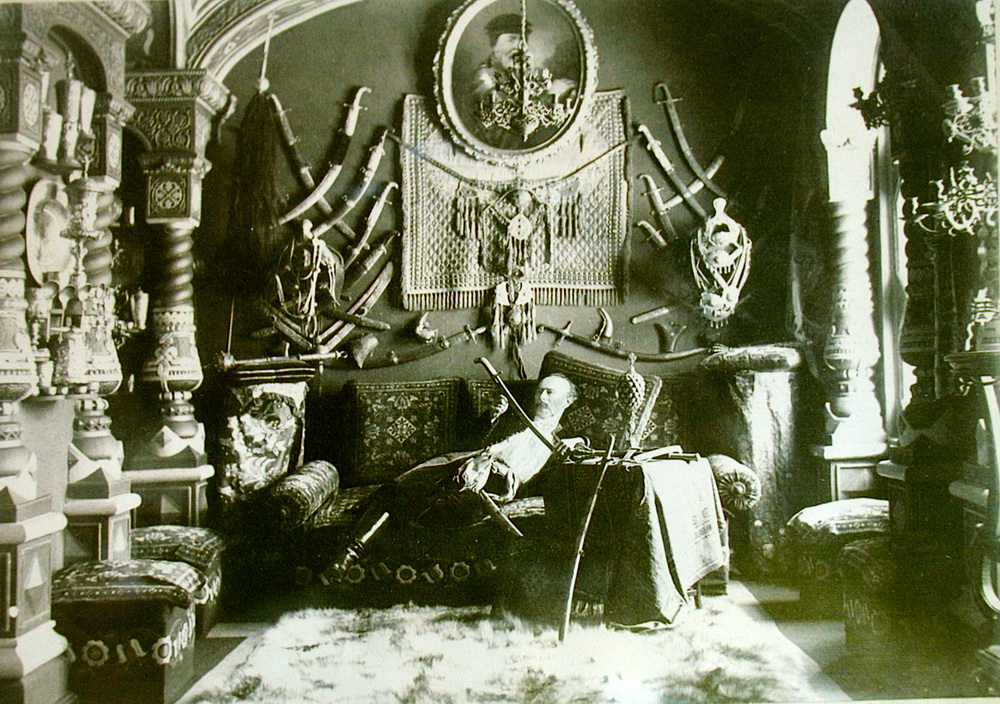
Василь Тарновський у своєму маєтку Качанівка з шаблею Мазепи в руках. ХІХ століття

Ці подарунки, як вважається, уособлювали різні аспекти діяльності гетьмана Івана Мазепи: покровителя Церкви, державного діяча та дипломата. Дари, пов’язані з епохою Мазепи, відображають поступову трансформацію козацької культури — від рицарського символізму до придворних традицій, що віддзеркалювали соціальні й культурні зміни того часу. Шабля Мазепи, за рівнем виготовлення та оздоблення, відповідала найвищим стандартам свого періоду. Інша схожа за декором і стилем шабля, досліджена О. Тихомировою, була атрибутована як особиста зброя московського царя Івана V. Ще один зразок XVIII століття, з православним сюжетом на клинку та агатовим руків’ям, належав імператору Павлу I. Попри різницю у вартості оздоблення оправи, подарунок Мазепи своєму соратникові можна порівняти з «царським» даром за його значущістю.
Достеменно встановити особу власника шаблі, відзначеної гетьманським дарунком, складно, адже представники родини Савичів за часів Мазепи не обіймали генеральних урядів. Імовірно, йдеться про полкового, артилерійського або сотенного осавула. Згідно з дослідженнями історика Дениса Тоїчкіна, найбільш вірогідним кандидатом є Василь Савич (пом. 1714 року) — полковий осавул і полковник лубенського полку. Його рід, заснований Савою Кириловичем, згас наприкінці XVIII століття.

### Дослідження
Характеристику форми та оздоблення шаблі Івана Мазепи вперше наведено у каталозі, укладеному колекціонером Василем Тарновським, який вийшов у 1898 році. У цьому виданні він детально описав розміри окремих частин, форму клинка та орнаментику, яку класифікував як «грецьку», відображаючи його інтерпретацію стилю й походження декоративних елементів. 13 (25) червня 1899 року Василь Тарновський помер, і за його заповітом колекція перейшла у власність Чернігівської губернії. На основі цього зібрання у 1902 році було відкрито Музей українських старожитностей Чернігівського губернського земства, який у 1906 році отримав ім’я колекціонера. У 1923–1925 роках музей увійшов до складу Чернігівського історичного музею.
Наприкінці 1980-х років шабля Івана Мазепи була досліджена фахівцями-зброєзнавцями — О. М. Кулінським і Б. В. Мельником та включена до «Каталогу колекції холодної зброї» (рос. Каталог коллекции холодного оружия) Чернігівського історичного музею. У процесі дослідження шаблю було описано, визначено її тип, а також встановлено дати і ймовірне місце виготовлення. 2007 та 2009 роках при вивченні мазепинських реліквій у двотомному виданні Ольги Ковалевської «Гетьман» її згадували як «польську шаблю роботи львівського майстра XVII—XVIII ст.». 2013 року провідний український шаблезнавець Денис Тоїчкін провів всебічне дослідження, результати якого викладено у його монографії «Клинкова зброя козацької старшини XVI — першої половини XIX століття: проблеми атрибуції та класифікації». У праці детально розглянуто особливості виготовлення, використання та класифікації шаблі Івана Мазепи, а також запропоновано нову атрибуцію: клинок імовірно походить з Османської імперії XVII століття, а ефес — виготовлений в Україні у XVIII столітті. Цю атрибуцію було підтверджено в музейному описі шаблі, опублікованому 2013 року у «Скарбниці української культури», де вона представлена як «Шабля. Карабеля. Клинок XVII ст., ефес XVIII ст. Туреччина — Україна».

## Експозиція та зберігання
Станом на 2024 рік шабля Івана Мазепи зберігається в колекції Чернігівського обласного історичного музею ім. Тарновського ― інв. № 2926 (з колекції Тарновського, № 143). Відомо про інші шаблі, що також належали Мазепі. Одна з них, під інв. № 2859 (з колекції Тарновського, № 134), також належить до фондів музею Тарновського в Чернігові. Частина зберігаються в Росії: в кремлівській скарбниці, Ермітажі та Адміралтействі.
24 січня 2025 року в Чернігівському обласному історичному музеї ім. В.В. Тарновського відкрилася виставка, на якій було представлено шаблю гетьмана Івана Мазепи. Експонат став доступним для огляду всім охочим.
23 травня 2025 року в Національному заповіднику «Києво-Печерська лавра» відкрилася виставка «Мазепа. Стратегія європейської України», присвячена гетьману Івану Мазепі та його добі. Серед ключових експонатів представлено шаблю Мазепи, поряд із шаблею доби Речі Посполитої та шаблею представника династії Ґераїв із Кримського ханату, що символізують військові та політичні зв’язки України того часу. Експозиція розміщена у семи залах 4-го корпусу Лаври та є результатом співпраці провідних українських музеїв і архівів, зокрема Національного музею історії України, Чернігівського історичного музею імені В. В. Тарновського, Національного заповідника «Гетьманська столиця» та інших. Виставка триватиме до 20 березня 2026 року та покликана переосмислити образ Мазепи як європейського державника.
З 18 липня до 3 серпня 2025 року шаблю Івана Мазепи вперше представили в Лондоні. Експозиція проходила в Королівській зброярні, розташованій у Білій Башті Лондонського Тауера. Урочисте відкриття відбулося за участі британського актора і письменника сера Стівена Фрая.

## У масовій культурі
Абсолютний чемпіон світу у надважкій вазі Олександр Усик після перемоги у бою-реванші проти Тайсона Ф'юрі 22 грудня 2024 у Ер-Ріяді, Саудівська Аравія, підняв над головою шаблю Івана Мазепи. Команда Усика наголосила, що таким жестом він нагадав світові про видатного гетьмана, який «ще триста років тому боровся за свободу України від російських загарбників». Серед інших експонатів Чернігівського обласного історичного музею, які Усику пропонували обрати для демонстрації в разі перемоги, були пернач Семена Палія та срібне Євангеліє.
|                             | Справжня шабля видатного українського гетьмана Івана Мазепи. Тримати в руках унікальний артефакт, якому понад 300 років, було честю для мене. Століттями Росія паплюжила ім'я гетьмана Мазепи. Тепер воно повертається у світовий медіапростір і отримає визнання, на яке заслуговує. Все тільки починається! |
| — Олександр Усик, інстаграм | |

Навесні 2025 року в Чернігівському обласному історичному музеї імені Тарновського оголосили про майбутній запуск продажу іграшкової версії шаблі Івана Мазепи, оригінал якої 22 грудня 2024 був продемонстрований Олександром Усиком під час боксерського поєдинку. Проєкт реалізується за ініціативи Ukraine WOW та «Аврора Мультимаркет», які також виділили 1 мільйон гривень на підтримку музею. Частина прибутку від продажу іграшок спрямована на розвиток музею, а сама іграшка покликана популяризувати постать гетьмана та його внесок в історію України. У квітні 2025 року іграшкова версія шаблі надійшла в продаж.